# Onsted
Onsted est un village du comté de Lenawee, dans l'État du Michigan, aux États-Unis. En 2020, il comptait une population de 988 habitants.